# De laatste vloek
De laatste vloek is een stripverhaal uit de reeks van Suske en Wiske. Het is geschreven door Marc Verhaegen en gepubliceerd in De Standaard en Het Nieuwsblad van 21 oktober 2002 tot en met 10 februari 2003. De eerste albumuitgave was op 14 mei 2003.

## Locaties
Dit verhaal speelt zich af op de volgende locaties:
- België, hutje op hei, fabriek.

## Personages
In dit verhaal komen de volgende personages voor:
- Suske, Wiske met Schanulleke, tante Sidonia, Lambik, Jerom, professor Barabas, Retlaw (volgeling van profeet Nenoom), Tom Curse[1] (multimiljonair, eigenaar Kidman[2]-Enterprises in Moulain Rooge[3], Texas), Odfella[4], Alinstankovitch, Floda (hond), Ralf Dickmans (boer), Tom, Rick-Erick, Ramon, Benne, Kalasj Nikov[5], vader Joshua van de Basiliusorde, koerier, omstanders, Alin Stankovitch en zijn leerlingen, Pajol, Bert, Flup, Matil (de vier Jurons), de Grote Nenoom.

## Het verhaal
Retlaw komt met Floda uit de lucht vallen. Hij wil de wereld zuiveren van vloekenden. De grote Nenoom heeft voorspeld dat de zevenhonderd zevenenzeventigduizend triljoenste vloek iets vreselijks zal veroorzaken. Suske en Wiske gaan verse eieren bij boer Dickmans halen en hopen dat Alex de landloper ze niet heeft gejat. De kippen blijken verdwenen en als de boer vloekt komt Floda en valt het tekstballonnetje aan. Suske en Wiske ontmoeten jongens die naar een krachttermcursus gaan, ze zingen gezellig en Suske roept Seefhoek vooruit. Dan zien ze zuster Odfella met een kinderwagen, ze is met Kalasj Nikov op vakantie. Ze heeft een stukje van de ring van Danube in haar tand laten zetten en blijft dus jong, ze wil graag een bezoekje brengen aan Jerom. De kinderwagen staat niet op de rem en Kalasj vliegt van de heuvel en komt op de rug van Floda terug, als Retlaw zegt dat hij de jongen moet laten gaan vertrekt de hond boos. Retlaw legt de vrienden uit dat de hond een vloekenverslinder is en hij heeft zelf de staf van Stefanus om tegen vloeken te helpen. Suske vindt de staf en zuster Odfella krijgt een baard als ze “Goeie God” zegt. Dit is echter tijdelijk en Retlaw vertrekt, Suske en Wiske nemen Odfella mee naar huis. Lambik is jarig en hij is erg verbaasd als Odfella binnen komt, hij brengt meteen wat drankjes en hapjes en hij bedankt tante Sidonia voor dit prachtige cadeau. Odfella belt vader Joshua en vertelt hem over de staf van Stefanus, hij belooft haar een dossier over dit voorwerp te sturen. Lambik hoort nog dat ze de groeten doet aan de andere leden van de Basiliusorde en dan vraagt hij of Odfella met hem samen wil zijn. Hij volgt haar als ze vertelt dat ze aan de slag komt en Kalasj vindt Schanulleke en neemt het popje mee. Jerom hoort dat Odfella in het land is, maar heeft geen interesse totdat hij hoort dat Lambik bij haar is. Suske en Wiske zien boer Dickmans in de stad en hij vertelt over de vloekenverslinder. Retlaw komt aangelopen en hij verandert het hoofd van de boer in verschillende voorwerpen als hij toch vloekt. De omstanders druipen af en Retlaw bestraalt de boer met een andere straal van de staf.
Een koerier die op weg is met een pakje voor Odfella wordt door Tom Curse aangereden met zijn Flying Banana, het dossier over de staf van Stefanus valt op de grond. Tante Sidonia komt de man met het vreemde voertuig ook tegen en hij geeft haar een lift en vraagt van alles over de staf. Jerom vindt Lambik en Odfella en ze vertelt beide dat ze nu altijd jong blijft doordat ze een stukje van de ring in haar tand heeft laten zetten, Kalasj mag niet met de staf in aanraking komen. De kiemen van het kwaad zitten in het kind en hij moet in een liefdevolle omgeving worden grootgebracht, de staf heeft een negatieve energie door het opslorpen van de vloeken. De vrienden gaan op zoeken en Floda voorkomt dat Kalasj Schanulleke in brand steekt. Ze volgen boer Dickmans, die door de tweede straal een slaafse volgeling geworden is, en Retlaw naar een hutje op de hei waar A. Stankovitz geeft les in vloeken en Odfella vraagt of de mannen Kalasj gezien hebben, Tom komt ook bij het hutje en hij ziet Retlaw met de staf. De vrienden pakken de staf, maar Tom schiet in de lucht en gaat er met het ding vandoor. Odfella vindt het dossier en leest dat er een geheugen in de staf zit dat vloeken opslaat, als de derde hendel wordt gebruikt zullen krachtige wezens ontsnappen met vitriool (geconcentreerd zwavelzuur). De vloekers achtervolgen Retlaw en de boer en Kalasj wordt aangetrokken door de staf. Jerom verslaat Tom, maar Kalasj pakt de staf en gaat de fabriek binnen. Lambik volgt het jongensstem en laat een briefje achter voor de anderen, hij valt en vloekt en dan eet Floda zijn tekst op. Lambik ziet dat Kalasj Schanulleke heeft vastgebonden en op een troon zit, hij heeft de staf van Stefanus en verandert het hoofd van Lambik in enorm veel hoofdjes. Dan gebruikt Kalasj de derde hendel en de vier Jurons komen om plezier te maken, ze buigen voor Kalasj. Lambik wordt aangevallen maar wil niet dat zijn verjaardag wordt verpest, hij ziet dat het spuug van de Jurons de betonnen vloer doet barsten.
Suske, Wiske, tante Sidonia en Odfella komen ook aan bij de fabriek en ze zien een scheur die almaar groter wordt, Jerom komt aan en wil de Jurons te grazen nemen. Odfella zegt dat hij stalen bouten moet halen omdat de wereld aan het splijten is en de vrienden zien dat de scheur inderdaad een barst geworden is. De vrienden gaan het gebouw in en worden met knikkers bekogeld, deze veranderen in de diertjes uit hun vloeken. Tante Sidonia wordt afgevoerd en de anderen gaan naar de volgende verdieping, Jerom bindt de scheur samen met kettingen. Daar veranderen de knikkers in bommen en granaten, de vrienden vluchten en Wiske ziet Schanulleke in een kooi. Odfella kan de kooi pakken en valt dan in een gat, dan zien Suske en Wiske tante Sidonia en Lambik aan touwen hangen en ze bevrijden hen uit de touwen. Tante Sidonia en Lambik vallen in een wagon en Suske en Wiske achtervolgen hen, maar de spoken die uit de volgende lading knikkers ontstaan vallen hen aan. De kinderen gaan door naar de bovenste verdieping en Tom knalt tegen een botst op een ander ruimtevaartuig en keert terug naar aarde. Retlaw ziet profeet Nenoom verschijnen en hoort dat hij heeft gefaald, Nenoom wil zijn staf terug. Dan ontmoet Retlaw Jerom die bezig is de scheur te dichten. Retlaw gaat naar de fabriek en Odfella klimt ook naar boven en ontmoet de gemixte vloeken. Suske en Wiske zien Kalash en dan stort Tom met zijn Banaan in het gebouw. Hij bedreigt Wiske en pakt de staf, Suske achtervolgt hem en Jerom kan voorkomen dat hij van het dak valt. Jerom verslaat de boef en Wiske komt met Kalasj naar het dak, Jerom bevrijdt tante Sidonia en Lambik die vastgebonden zijn aan de kettingen. De barst wordt groter en de staf valt in de scheur, Odfella vecht tegen de vloeken en het gebouw stort in. Jerom stormt het gebouw binnen en als de rook opklaart zien de vrienden Retlaw met de staf, hij laat de Jurons en de vloeken verdwijnen. De scheur is ook verdwenen en Retlaw stijgt op, Jerom komt met Suske en Wiske uit de puinhopen en ook Odfella heeft het overleefd. Kalasj en Floda zijn verdwenen en ook Schanulleke is weg, Lambik wil trouwen met Odfella en iedereen is erg verbaasd.

## Achtergronden bij het verhaal
Dit is het eerste deel in de trilogie De laatste vloek - De kus van Odfella - De gevangene van Prisonov, alhoewel alle drie de delen afzonderlijk van elkaar te lezen zijn. In dit verhaal treden veel fans op als personage in het verhaal.